# "thank you" and "from now" KOTOKO LIVE IN BUDOKAN 2010 『Pleasure X Pleasure = Pleasure!!!』
"thank you" and "from now" KOTOKO LIVE IN BUDOKAN 2010 『Pleasure X Pleasure = Pleasure!!!』（サンキュー・アンド・フロム・ナウ・コトコ・ライブ・イン・ブドウカン・にせんじゅう・プレジャー・プレジャー・プレジャー）は、日本の歌手・KOTOKOの3作目のライブ映像作品である。2010年7月7日にNBCユニバーサル・エンターテイメントジャパンから発売された。

## 概要
KOTOKOがメジャーデビュー5周年、歌手活動10周年を記念して、2010年1月23日に行われた自身初単独日本武道館公演の模様を収録。
自身のライブ映像作品としては、前作『Starlight Symphony -KOTOKO LIVE 2006 IN YOKOHAMA ARENA-』から約3年ぶりのリリース。
コンサートのため武道館が「Moon」「Black Hole」「Dream Land」「Galaxy」「Earth」という5つのステージに分かれ、セットリストを7つのセクションに分け、テーマごとに曲をセレクトし、セクションごとに衣装換えもあった。オープニングアクトとしてI'veのスペシャルユニット・Outerが登場し、2曲を演奏。
2020年11月17日にベストアルバム『KOTOKO Anime song's complete album "The Fable"』とシングル『SticK Out』を発売を記念して、同年11月21日から12月4日まで本作のフルコンサート動画がNBCユニバーサルの公式YouTubeチャンネルにて期間限定で公開された。

## 演奏参加ミュージシャン
Outer
- ボーカル
  - KOTOKO
- ギター
  - 高瀬一矢
- ベース
  - 尾崎武士
- キーボード、マニピュレーター
  - 中沢伴行

KOTOKOバンド
- ボーカル
  - KOTOKO
- ギター
  - 星野威
  - 尾崎武士
  - チャーリー田中
- ベース
  - 佐藤太希
  - 菊池聖美
- ドラム
  - ハリー吉田
  - 水野康宏
- キーボード、マニピュレーター
  - 古島知久
- DJ
  - NS⇒GIFT[4]

## 収録内容
1. Synthetic Organism / Outer
2. Ha!!!ppiness / Outer
- Moon -
3. Close to me…
4. 明日の向こう
5. I can't get over your best smile
6. 茜空 ～それが僕らの世界だった～
7. 硝子の靡風
8. 雨とギター
- Black Hole -
9. 限界打破
10. 羽
11. UZU-MAKI
12. BUCCANEER
13. Collective
- Dream Land -
14. さくらんぼキッス ～爆発だも～ん～
15. きゅるるんKissでジャンボ♪♪
16. I need magic ～解けないマジ☆キュン♪～
17. 常識!バトラー行進曲
18. めぃぷるシロップ
- Galaxy -
【NS⇒GIFT DJセット】
Suppuration -core- [G･M･S Re-mix]
BLAZE [G･M･S remix]
Re-sublimity [Shiva Jorg & HARD STUFF remix]
Lament [NS⇒GIFT remix]
19. SCREW
20. sensitive
21. resolution of soul
22. oblivion
23. ε ～Epsilon～
- Earth -
24. 421 -a will-
25. Feel in tears
26. being
27. prime -"thank you" and "from now"-
28. 覚えてていいよ
アンコール
29. Shooting Star
30. 涙の誓い
31. Wing my Way
32. Face of Fact
33. Re-sublimity
34. 七転八起☆至上主義!
35. Symphony ～星たちの詩～

- ボーナス
  - メイキング映像
  - 高瀬一矢が撮影した映像（マルチアングル）